# Інженерно-геологічне знімання
Інженерно-геологічна зйомка (рос. инженерно-геологическая съемка, англ. geological-engineering survey; нім. ingenieurgeologische Aufnahme f, Vermessung f) — інж.-геол. дослідження, які проводяться з метою встановлення і відображення на картах, розрізах та ін. звітних документах морфології та ін. закономірностей просторових змін факторів геологічного середовища, що визначають умови зведення і експлуатації інж. споруд, прогнозування їх зміни під впливом інж. діяльності.

## Загальна характеристика
Інженерно-геологічна зйомка є найважливішим видом інженерно-геологічних досліджень. Вона проводиться з метою вивчення інженерно-геологічних умов території, в межах якої намічається розміщення будівель і споруд або здійснення інших інженерно-геологічних заходів.
Під час інженерно-геологічної зйомки необхідним є вивчення типів і формацій, геолого-генетичних комплексів, світ та ярусів, виявлення складу, віку і генезису окремих шарів гірських порід, визначення їх потужності, зміни у простяганні і встановлення ступеня та характеру вивітрювання. Слід також вивчити гідрогеологічні умови з метою встановлення ступеня обводнення порід, глибини залягання підземних вод, їх напорів, хімічного складу, агресивності відносно до бетонних споруджень і корозійності до металевих конструкцій. З метою вивчення характеру рельєфу, його віку й генезису, з урахуванням складу гірських порід виконуються геоморфологічні спостереження.
Геодинамічні явища і процеси – зсуви, селі, обвали, осипи, абразія, ерозія – досліджуються під час інженерно-геологічної зйомки з метою визначення як ступеня їх небезпеки, так і проведення заходів боротьби з ними. Під час їх вивчення необхідно обстежити існуючі споруди для виявлення їх стану в процесі експлуатації, тобто одержати відомості про величину та характер просідань основ під фундаментами, про усталеність ухилів, дорожніх виїмок, насипів, кар’єрів, підпірних стінок, мостів, стінок 
каналів і т. ін.

## Основні завдання інженерно-геологічного знімання
- вивчення геол. будови, геоморфологіч. і мерзлотно-гідрогеол. особливостей, інж.-геол. властивостей порід, сучасних геол. процесів та явищ;
- виявлення закономірностей просторових змін інж.-геол. умов;
- встановлення взаємозв'язків між окр. компонентами інж.-геол. умов;
- вивчення взаємодії геол. середовища з існуючими інж. спорудами, історії формування і сучасних тенденцій розвитку інж.-геол. умов;
- складання прогнозу змін інж.-геол. умов у процесі госп. освоєння територій. І.-г.з. включає такі види досліджень:
- дешифрування аерофотоматеріалів і аеровізуальні спостереження; маршрутні спостереження; проходку гірничих виробок (свердловин, шурфів тощо);
- геофіз. дослідження;
- польове вивчення властивостей ґрунтів у польових умовах, зокрема статич. і динаміч. зондування;
- лабораторні дослідження складу і властивостей ґрунтів і хім. складу підземних вод; дослідно-фільтрац. роботи; стаціонарні спостереження;
- спеціальні види інж.-геол. досліджень, передбачені програмою; камеральну обробку і складання звітних матеріалів.

В результаті інженерно-геологічної зйомки — комплексного вивчення геологічної будови, геоморфології, гідрогеологічних умов, геологічних і фізико-географічних процесів, а також фізико-технічних властивостей порід для проектування і будівництва різних споруд, складаються інженерно-геологічні карти.

## Масштаб інженерно-геологічної зйомки
Масштаб інженерно-геологічної зйомки визначається категорією складності та ступенем геологічної вивченості району, а також завданням дослідження і стадіями проектування. Залежно від масштабу інженерно-геологічні зйомки поділяються на дрібномасштабні — від 1:500 000 та дрібніше, середньомасштабні — від 1:200 000 до 1:25 000 і крупномасштабні — від 1:10 000 і більше.
Дрібномасштабні інженерно-геологічні зйомки, як правило, не проводяться, але під час складання інженерно-геологічних карт масштабу 1:500 000 і дрібніше у випадку необхідності для ув'язки наявного фактичного матеріалу попередніх досліджень проводяться польові маршрути і рекогносцировки.
Середньомасштабні площинні інженерно-геологічні зйомки — масштабів від 1:200 000 до 1:25 000 — проводяться для обґрунтування техніко-економічного звіту схеми, а в окремих випадках — за простих геологічних умов і нескладного характеру споруджень проектування — для обґрунтування проекту будівлі.
Крупномасштабні інженерно-геологічні зйомки — масштабу 1:10 000 і більше — проводяться для обґрунтування проектного завдання, а за складних гідрогеологічних умов і своєрідності запроектованих споруджень — для обґрунтування технічного проекту. У масштабі інженерно-геологічної зйомки необхідно складати й інженерно-геологічну карту. Інженерно-геологічна зйомка супроводжується розвідувальними та лабораторними роботами, а також короткочасними спостереженнями за геологічними й інженерно-геологічними процесами з метою кращого висвітлення інженерно-геологічних умов місцевості.
Під час інженерно-геологічної зйомки необхідним є вивчення типів і формацій, геолого-генетичних комплексів, світ та ярусів, виявлення складу, віку і генезису окремих шарів гірських порід, визначення їх потужності, зміни у простяганні і встановлення ступеня та характеру вивітрювання. Слід також вивчити гідрогеологічні умови з метою встановлення ступеня обводнення порід, глибини залягання підземних вод, їх напорів, хімічного складу, агресивності відносно до бетонних споруджень і корозійності до металевих конструкцій. З метою вивчення характеру рельєфу, його віку й генезису, з урахуванням складу гірських порід виконуються геоморфологічні спостереження.